# الثورة البرتقالية
الثورة البرتقالية (2004-2005) (بالأوكرانية: Помаранчева революція, Pomarancheva revolyutsiya) هي واحدة من ما أطلق عليه اسم الثورات الملونة. وقد اندلعت عبر سلسلة من الاحتجاجات والأحداث السياسية وقعت في أوكرانيا من أواخر نوفمبر 2004 حتى يناير 2005، في أعقاب جولة إعادة التصويت على الانتخابات الرئاسية الأوكرانية 2004 والتي أدعي أنها شابها الفساد بشكل واسع، ترهيب الناخبين، والفساد الانتخابي المباشر. وكانت العاصمة الأوكرانية كييف، هي النقطة المركزية لتحركات آلاف المحتجين يوميا. وقد اندلعت في أوكرانيا بسبب الصراع على السلطة مما أدى إلى دفع العملية السياسية إلى ما يشبه حالة الاختناق، بسبب التجاذبات بين طرفين، هما:
- الطرف الأول: رئيس الجمهورية فيكتور يوشتشينكو، وحليفة زعيم كتلة المعارضة البرلمانية (الأقلية) يوليا تيموشينكو.
- الطرف الثاني: رئيس الوزراء فيكتور يانوكوفيتش وحلفاءه زعماء كتلة الأغلبية البرلمانية.

انطلقت الاحتجاجات إثر تقاريرٍ من عدة مراقبين محليين وأجانب للانتخابات وكذلك إثر تصوّرٍ شعبي واسع الانتشار بأن نتائج الاقتراع التفضيلي الجاري في 21 نوفمبر 2004 بين المرشحين الرئيسيين فيكتور يوشتشينكو وفيكتور يانوكوفيتش كانت قد زوِّرت من قبل السلطات لمصلحة الأخير. نجحت الاحتجاجات التي عمّت البلاد حينما ألغي الاقتراع الأصلي، وحكمت المحكمة الأوكرانية العليا بإعادة التصويت في 26 ديسمبر. تحت مراقبة مشدَّدة من قبل مراقبين محليين ودوليين، أُعلِن أن التصويت الثاني سيكون «نزيهًا وحرًا». أظهرت النتائج النهائية نصرًا واضحًا ليوشتشينكو، الذي حصل على ما يقارب 52% من الأصوات، مقابل 44% حصل عليها يانوكوفيتش. أعلِن يوشتشينكو فائزًا رسميًا وانتهت الثورة البرتقالية مع تنصيبه رئيسًا في 23 يناير 2005 في كييف.
في السنوات التالية، اكتسبت الثورة البرتقالية دلالةً سلبية في الدوائر الموالية للحكومة في بيلاروسيا وروسيا.
في الانتخابات الرئاسية لعام 2010، أصبح يانوكوفيتش رئيسًا لأوكرانيا خلفًا ليوشتشينكو بعد أن أعلنت اللجنة المركزية الأوكرانية للانتخابات ومراقبون دوليون أن الانتخابات الرئاسية جرت بنزاهة. خُلِع يانوكوفيتش من السلطة بعد أربع سنوات إثر مواجهات أوروميدان في فبراير 2014 في ساحة الاستقلال في كييف. خلافًا للثورة البرتقالية السلمية، أدّت هذه الاحتجاجات إلى وفاة أكثر من 100 شخص، وقعت معظمها بين 18 و20 فبراير 2014.

## خلفية

### اغتيال غونغادزة/أزمة كوتشماغيت
في عام 2000 اختُطِف وقُتِل جورجي غونغادزة، صحفي أوكراني ومؤسِّس يوكرانيسكا برافدا (صحيفة رقمية ذاع صيتها لنشرها أخبار فساد السياسيين الأوكرانيين وأفعالهم اللاأخلاقية). وبرغم أن أحدًا لم يوجّه الاتهام للرئيس الأوكراني ليونيد كوتشما بقتله شخصيًا، استمرت الشائعات التي أشارت إلى أن الرئيس أمر بعملية القتل. أثارت هذه الجريمة تحرّكًا سياسيًا ضد كوتشما عام 2000 يمكن النظر إليه بوصفه أساس الثورة البرتقالية في عام 2004. بعد ولايتين رئاسيتين (1994-2005) وفضيحة الكاسيت في عام 2000 التي شوّهت صورته إلى حد كبير، قرر كوتشما عدم الترشح لولاية رئاسية ثالثة في انتخابات عام 2004 وعوضًا عن ترشحه قرر دعم رئيس الوزراء فيكتور يانوكوفيتش في السباق الرئاسي ضد فيكتور يوشتشينكو من ائتلاف أوكرانيتنا.

#### أسباب الثورة البرتقالية
يعدّ وضع أوكرانيا خلال الانتخابات الرئاسية لعام 2004 «ظرفًا مثاليًا» لتفجّرٍ شعبي. نفد صبر الأوكرانيين خلال هذه الفترة وهم ينتظرون التحول السياسي والاقتصادي. يُعتقد أن نتائج الانتخابات كانت مزوّرة وتُعَدّ أنها كانت «المسمار الأخير في نعش» الأحداث السابقة.

##### عوامل سمحت الثورة البرتقالية
خلق النظام الأوكراني الذي تولى السلطة قبل الثورة البرتقالية مسارًا لبروز مجتمعٍ ديمقراطي. استند ذلك إلى «نظام استبدادي وتنافسي» يُعَدّ «نظامًا هجينًا»، أتاح للديمقراطية واقتصاد السوق أن يريا النور. رسّخ التزوير الانتخابي رغبة المواطنين الأوكرانيين بنموذج حكومةٍ أكثر تعددية.
أثارت فضيحة الكاسيت رغبةً شعبية بإقامة حركة إصلاحٍ اجتماعي. إذ لم تُضعضع احترام الشعب لكوتشما بوصفه رئيسًا فحسب، بل أيضًا لنخبة الطبقة الحاكمة على العموم. خسر كوتشما العديد من مناصريه من أصحاب المناصب الحكومية الرفيعة المستوى بسبب سلوكه المشين. مضى العديد من موظفي الحكومة الذين كانوا إلى جانبه ليدعموا بصورة تامة الحملة الانتخابية ليوشتشينكو وكذلك أفكاره إجمالًا.
بعد ترسُّخ انعدام ثقة الشعب الأوكراني بالحكومة، بات دور يوشتشينكو أكثر أهمية للثورة من أي وقت مضى. كان يوشتشينكو مرشحًا ساحرًا للجماهير ولم يُبدِ أي علامات فسادٍ. كان يوشتشينكو بمستوى ناخبيه وطرح أفكاره بطريقةٍ «غير سوفييتية». كان للناخبين الأكرانيين الشبان أهميةٌ قصوى على نتائج الانتخابات الرئاسية لعام 2004. وكان لهذه الموجة من الجيل الأصغر سنًا آراء مختلفة في الشخصيات الرئيسية في أوكرانيا. كانوا عرضةً لسلبيةٍ شديدة من كوتشماغيت وبذلك كان لهم رؤى متخالفة حول كوتشما وقدرته على قيادة بلادهم.
أظهرت المشاركة الهائلة للشباب حسًا متزايدًا بالنزعة القومية التي كانت تنمو في البلاد. كان للثورة البرتقالية تأثيرٌ شعبي كافٍ أثار اهتمام الشعب من جميع الأعمار.

## مقدمة للثورة البرتقالية

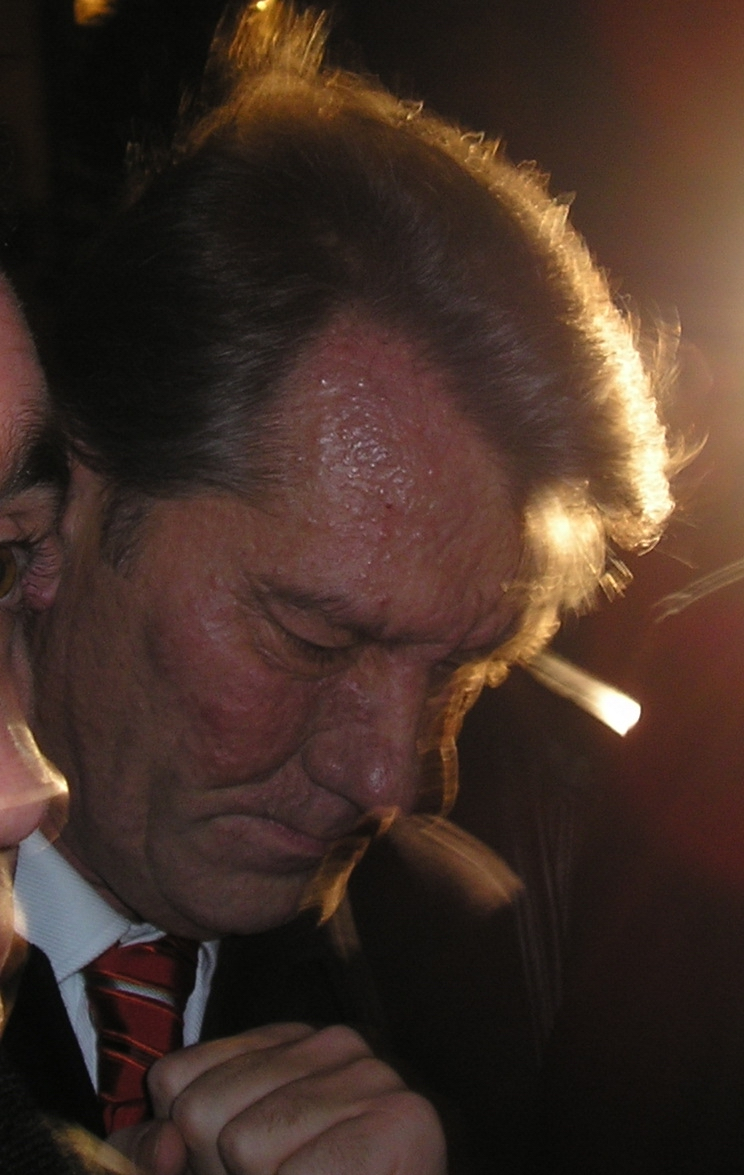
فيكتور يوشينكو ، خصم يانوكوفيتش

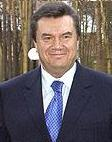
فيكتور يانوكوفيتش ، المعارضة الرئيسية ليوشينكو

الشريط البرتقالي ، رمز الثورة البرتقالية الأوكرانية. الأشرطة هي رموز شائعة للاحتجاج غير العنيف

### التحالفات السياسية
في أواخر عام 2002، أصدر فيكتور يوشتينكو (أوكرانيا) وألكسندر موروز (الحزب الاشتراكي الأوكراني)وبترو سيمونينكو (الحزب الشيوعي الأوكراني) ويوليا تيموشينكو (كتلة يوليا تيموشينكو) بيانًا مشتركًا بشأن «بداية ثورة الدولة في أوكرانيا». انسحب الشيوعيون من التحالف: عارض سيمونينكو فكرة وجود مرشح واحد من التحالف في الانتخابات الرئاسية الأوكرانية لعام 2004؛ لكن الأطراف الثلاثة الأخرى ظلت حليفة  حتى يوليو 2006. (في خريف عام 2001 طرحت كل من تيموشينكو ويوشينكو فكرة إقامة مثل هذا التحالف.  )
في 2 تموز / يوليه 2004، أنشأت أوكرانيا لدينا وكتلة يوليا تيموشينكو قوة الشعب، وهو تحالف يهدف إلى وقف «العملية المدمرة التي أصبحت، نتيجة للسلطات الحالية، سمة لأوكرانيا» - في ذلك الوقت الرئيس ليونيد كوتشما ورئيس الوزراء فيكتور يانوكوفيتش كانت «السلطات الحالية» في أوكرانيا. وتضمنت الاتفاقية وعدا من فيكتور يوشتشينكو بترشيح تيموشينكو لمنصب رئيس الوزراء إذا فاز يوشينكو بالانتخابات الرئاسية في أكتوبر 2004.

### الحملة الانتخابية الرئاسية لأوكرانيا 2004
شهدت الانتخابات الرئاسية لعام 2004 في أوكرانيا في النهاية مرشحين رئيسيين:
- رئيس الوزراء الحالي فيكتور يانوكوفيتش، بدعم كبير من ليونيد كوتشما (الرئيس المنتهية ولايته لأوكرانيا الذي شغل بالفعل فترتين في المنصب من عام 1994 وتم منعه من ترشيح نفسه بسبب حدود الولاية الدستورية)
- والمعارضة المرشح فيكتور يوشينكو، القيادي في حركة أوكرانيا لنا في البرلمان الأوكراني ورئيس وزراء سابق (في منصبه 1999-2001)

جرت الانتخابات في جو مشحون للغاية، حيث استخدم فريق يانوكوفيتش وإدارة الرئيس المنتهية ولايته سيطرتهم على الحكومة وجهاز الدولة لترهيب يوشينكو وأنصاره. في سبتمبر 2004، عانى يوشينكو من تسمم بالديوكسين في ظروف غامضة. بينما نجا وعاد إلى مسار الحملة، قوض التسمم صحته وغير مظهره بشكل كبير (لا يزال وجهه مشوهًا بسبب العواقب حتى يومنا هذا).
كان المرشحان الرئيسيان متقلبان في جولة التصويت الأولى التي أجريت في 31 أكتوبر 2004، حيث فازا بنسبة 39.32٪ (يانوكوفيتش) و 39.87٪ (يوشينكو) من الأصوات المدلى بها. : المرشحين الذي حل ثالثا وجمع رابع أقل بكثير أولكسندر موروز من الحزب الاشتراكي أوكرانيا وبيترو سيمونينكو لل حزب الشيوعي في أوكرانيا تلقى 5.82٪ و 4.97٪ على التوالي. نظرًا لعدم فوز أي مرشح بأكثر من 50 ٪ من الأصوات المدلى بها، نص القانون الأوكراني على إجراء جولة ثانية بين اثنين من المرشحين الرئيسيين. بعد الإعلان عن جولة الإعادة، ألقى أولكسندر موروز دعمه خلف فيكتور يوشينكو. ناتاليا فيترينكو منالحزب التقدمي الاشتراكيالذي حصل على 1.53٪ من الأصوات، أيد يانوكوفيتش، الذي كان يأمل في تأييد بترو سيمونينكو لكنه لم ينلها.
في أعقاب الجولة الأولى من الانتخابات، ظهرت العديد من الشكاوى بشأن مخالفات التصويت لصالح يانوكوفيتش المدعوم من الحكومة. ومع ذلك، نظرًا لأنه كان من الواضح أن أيًا من المرشحين لم يكن قريبًا بدرجة كافية من جمع الأغلبية المطلقة في الجولة الأولى، فإن تحدي النتيجة الأولية لن يؤثر على النتيجة النهائية للجولة. لذلك لم يتم متابعة الشكاوى بشكل نشط وركز كلا المرشحين على جولة الإعادة القادمة المقرر إجراؤها في 21 نوفمبر.
بورا! قُبض على نشطاء في أكتوبر / تشرين الأول 2004، لكن إطلاق سراح العديد منهم (حسبما ورد بأمر شخصي من الرئيس كوتشما) أعطى ثقة متزايدة للمعارضة.
اعتمد أنصار يوشينكو في الأصل اللون البرتقالي كلون يدل على حملته الانتخابية. في وقت لاحق، أعطى اللون اسمه لسلسلة كاملة من العلامات السياسية، مثل البرتقال (بومارانشيف في الأوكرانية) لمعسكره السياسي ومؤيديه.في الوقت الذي تصاعدت فيه الاحتجاجات الجماهيرية، وخاصة عندما أحدثت تغييرًا سياسيًا في البلاد، جاء مصطلح الثورة البرتقالية ليمثل سلسلة الأحداث بأكملها.
في ضوء نجاح استخدام اللون كرمز لتعبئة المؤيدين، اختار معسكر يانوكوفيتش اللون الأزرق لأنفسهم.
- فيكتور يوشينكو (الجولة الأولى) - النسبة المئوية لإجمالي الأصوات الوطنية
- فيكتور يانوكوفيتش (الجولة الأولى) - النسبة المئوية لإجمالي الأصوات الوطنية
- فيكتور يوشينكو (الجولة الثانية) - النسبة المئوية لإجمالي الأصوات الوطنية
- فيكتور يانوكوفيتش (الجولة الثانية) - النسبة المئوية لإجمالي الأصوات الوطنية

## الاحتجاجات

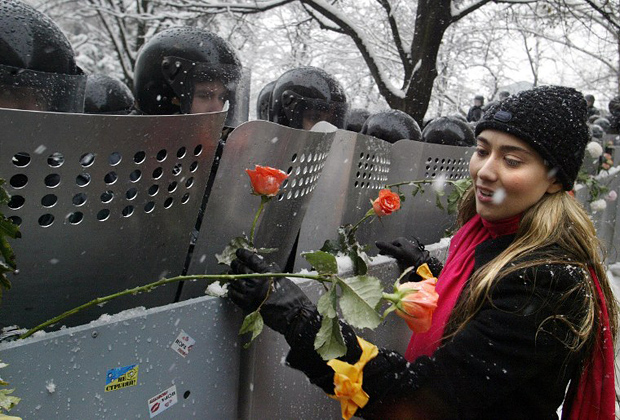
احتجاج خلال الثورة البرتقالية

بدأت الاحتجاجات عشية الجولة الثانية من التصويت، حيث اختلف العد الرسمي بشكل ملحوظ عن نتائج استطلاعات الرأي التي أعطت يوشينكو تقدمًا بنسبة 11٪، بينما أعطت النتائج الرسمية فوز يانوكوفيتش في الانتخابات بنسبة 3٪. في حين ادعى أنصار يانوكوفيتش أن اتصالات يوشينكو بوسائل الإعلام الأوكرانية تفسر هذا التفاوت، نشر فريق يوشتشينكو أدلة على العديد من حوادث التزوير الانتخابي لصالح يانوكوفيتش المدعوم من الحكومة، والتي شهدها العديد من المراقبين المحليين والأجانب. وقد تعززت هذه الاتهامات من خلال مزاعم مماثلة، وإن كانت على نطاق أقل، خلال الجولة الرئاسية الأولى في 31 أكتوبر / تشرين الأول.
دعت حملة يوشينكو علنًا إلى الاحتجاج في فجر يوم الانتخابات، 21 نوفمبر 2004، عندما بدأت مزاعم التزوير في الانتشار في شكل منشورات طبعها ووزعتها مؤسسة «المبادرات الديمقراطية»، معلنة أن يوشينكو قد فاز - على أساس من اقتراع الخروج.  واعتبارا من 22 نوفمبر 2004،  احتجاجات حاشدة  التي في مختلف مدن أوكرانيا:  أكبر، في كييف ميدان الاستقلال (ميدان الاستقلال) ، اجتذب ما يقدر بنحو 500,000 المشاركين، الذي على 23 نوفمبر 2004، مسيرة سلمية أمام مقر البرلمان الأوكراني، البرلمان الأوكراني، يرتدي العديد منهم اللون البرتقالي أو يحملون الأعلام البرتقالية، وهو لون ائتلاف حملة يوشتشينكو. كان باراسكا كوروليوك أحد أبرز النشطاء في ذلك الوقت، ومنح لاحقًا وسام الأميرة أولغا.من 22 نوفمبر بورا! تولى إدارة الاحتجاجات في كييف حتى نهاية التظاهرة.
المجالس المحلية في كييف، لفيف،  ومرت عدة مدن أخرى، وذلك بدعم شعبي واسع من دوائرهم الانتخابية، ورفض رمزي إلى حد كبير لقبول شرعية النتائج الرسمية للانتخابات، وتولى يوشينكو رمزي اليمين الرئاسي .  هذا «القسم» الذي أقامه يوشينكو في غرف البرلمان نصف الفارغة، ويفتقر إلى النصاب القانوني فقط للفصائل ذات الميول اليوشينكو كانت موجودة، لا يمكن أن يكون لها أي أثر قانوني. لكنها كانت لفتة رمزية مهمة تهدف إلى إظهار عزم حملة يوشتشينكو على عدم قبول نتائج الانتخابات المشبوهة. ردا على ذلك، استنكر معارضو يوشينكو أنه أدى قسمًا غير شرعي، وحتى بعض مؤيديه المعتدلين كانوا متناقضين بشأن هذا العمل، بينما طالبه جانب أكثر راديكالية من معسكر يوشتشينكو بالتصرف بشكل أكثر حزما. جادل بعض المراقبين بأن هذا القسم الرئاسي الرمزي ربما كان مفيدًا لمعسكر يوشينكو إذا اتخذت الأحداث مسارًا أكثر تصادمية. في مثل هذا السيناريو، يمكن استخدام «اليمين الرئاسي» الذي أقامه يوشينكو لإضفاء الشرعية على الادعاء بأنه، بدلاً من منافسه الذي حاول الفوز بالرئاسة من خلال الاحتيال المزعوم، كان القائد الأعلى الحقيقي المخول بإصدار الأوامر للجيش والأجهزة الأمنية.
في الوقت نفسه، بدأ المسؤولون المحليون في شرق وجنوب أوكرانيا، معقل فيكتور يانوكوفيتش، سلسلة من الإجراءات التي تشير إلى إمكانية تفكك أوكرانيا أو فدرالية غير دستورية للبلاد، إذا لم يكن فوز مرشحهم مزعومًا. معروف. نظمت مظاهرات التأييد الشعبي ليانوكوفيتش في جميع أنحاء شرق أوكرانيا ووصل بعض أنصاره إلى كييف. في كييف، كان عدد المتظاهرين المؤيدين ليانوكوفيتش أقل بكثير من عدد أنصار يوشينكو، الذين تضخمت صفوفهم باستمرار بسبب الوافدين الجدد من العديد من مناطق أوكرانيا. كان حجم المظاهرات في كييف غير مسبوق. حسب العديد من التقديرات، قاموا في بعض الأيام بجذب ما يصل إلى مليون شخص إلى الشوارع، في طقس متجمد.
في المجموع، ادعى 18.4٪ من الأوكرانيين أنهم شاركوا في الثورة البرتقالية (عبر أوكرانيا).

## التطورات السياسية
على الرغم من أن يوشينكو دخل في مفاوضات مع الرئيس المنتهية ولايته ليونيد كوتشما في محاولة لحل الوضع سلميًا، فقد انهارت المفاوضات في 24 نوفمبر 2004. وقد تم اعتماد يانوكوفيتش رسميًا باعتباره المنتصر من قبل لجنة الانتخابات المركزية، والتي يُزعم أنها متورطة في تزوير الانتخابات. النتائج عن طريق حجب المعلومات التي كانت تتلقاها من المناطق المحلية وتشغيل خادم كمبيوتر غير قانوني موازٍ للتلاعب بالنتائج. في صباح اليوم التالي بعد المصادقة، تحدث يوشينكو إلى أنصاره في كييف، وحثهم على بدء سلسلة من الاحتجاجات الجماهيرية والإضرابات العامة والاعتصامات بقصد شل الحكومة وإجبارها على الاعتراف بالهزيمة.
في ضوء التهديد بوصول حكومة غير شرعية إلى السلطة، أعلن معسكر يوشتشينكو عن تشكيل لجنة الإنقاذ الوطنيالتي أعلنت إضرابًا سياسيًا على مستوى البلاد.
في 1 ديسمبر 2004، المجلس الأعلى قرارا يدين بشدة الموالية الانفصالية و federalisation الإجراءات، وتمريرالتصويت بحجب الثقة في مجلس وزراء أوكرانيا، وهو قرار رفض رئيس الوزراء يانوكوفيتش الاعتراف. بموجبدستور أوكرانيا، أجاز التصويت بسحب الثقة استقالة الحكومة، لكن البرلمان لم يكن لديه وسيلة لفرض استقالة دون تعاون رئيس الوزراء يانوكوفيتش والرئيس المنتهية ولايته كوتشما.
في 3 ديسمبر / كانون الأول 2004، كسرت المحكمة العليا في أوكرانيا أخيرًا المأزق السياسي. قررت المحكمة أنه بسبب حجم التزوير الانتخابي أصبح من المستحيل إثبات نتائج الانتخابات. لذلك، فقد أبطلت النتائج الرسمية التي كانت ستمنح يانوكوفيتش الرئاسة. كقرار، أمرت المحكمة بإعادة إجراء جولة الإعادة في 26 ديسمبر 2004. اعتبر هذا القرار انتصارًا لمعسكر يوشينكو بينما فضل يانوكوفيتش وأنصاره إعادة الانتخابات بأكملها بدلاً من مجرد جولة الإعادة، كخيار ثاني أفضل إذا لم يتم منح يانوكوفيتش الرئاسة. في 8 ديسمبر / كانون الأول 2004، عدل مجلس النواب القوانين لتوفير إطار قانوني للجولة الجديدة من الانتخابات. كما وافق البرلمان على التغييرات في الدستور، تنفيذ إصلاح سياسي مدعوم من قبل الرئيس المنتهية ولايته كوتشما كجزء من تسوية سياسية بين السلطات القائمة والمعارضة.
في نوفمبر 2009 صرح يانوكوفيتش أنه على الرغم من أن فوزه في الانتخابات قد «سلب»، إلا أنه تخلى عن هذا النصر لتجنب إراقة الدماء. «لم أكن أريد للأمهات أن يفقدن أطفالهن وزوجات أزواجهن. لم أرغب في أن تتدفق الجثث من كييف عبر نهر دنيبرو . لم أرغب في تولي السلطة من خلال إراقة الدماء.»

### إعادة إجراء الانتخابات
خضعت مراجعة 26 ديسمبر / كانون الأول لتدقيق مكثف من قبل مراقبين محليين ودوليين. النتائج الأولية، التي أعلنتها لجنة الانتخابات المركزية في 28 ديسمبر، أعطت يوشينكو ويانوكوفيتش 51.99٪ و 44.20٪ من إجمالي الأصوات التي مثلت تغييراً في التصويت بنسبة + 5.39٪ ليوشينكو و 5.27٪ من يانوكوفيتش على التوالي بالمقارنة مع استطلاع نوفمبر.  حاول فريق يانوكوفيتش تقديم طعن قانوني شرس لنتائج الانتخابات باستخدام كل من المحاكم الأوكرانية وإجراءات الشكاوى الخاصة بلجنة الانتخابات. ومع ذلك، تم رفض جميع شكاواهم على أنها لا أساس لها من قبل كل من المحكمة العليا لأوكرانيا ولجنة الانتخابات المركزية. في 10 يناير 2005، أعلنت لجنة الانتخابات رسميًا أن يوشينكو هو الفائز في الانتخابات الرئاسية  وكانت النتائج النهائية في حدود 0.01٪ من النتائج الأولية. مهد إعلان لجنة الانتخابات  الطريق لتنصيب يوشتشينكو كرئيس لأوكرانيا. أقيم الاحتفال الرسمي في مبنى البرلمان الأوكراني في 23 يناير 2005 وتلاه «التنصيب العام» للرئيس الجديد اليمين الدستورية في ميدان نيزاليزنوستي (ساحة الاستقلال) أمام مئات الآلاف من أنصاره. أدى هذا الحدث إلى اختتام الثورة البرتقالية الأوكرانية بشكل سلمي.

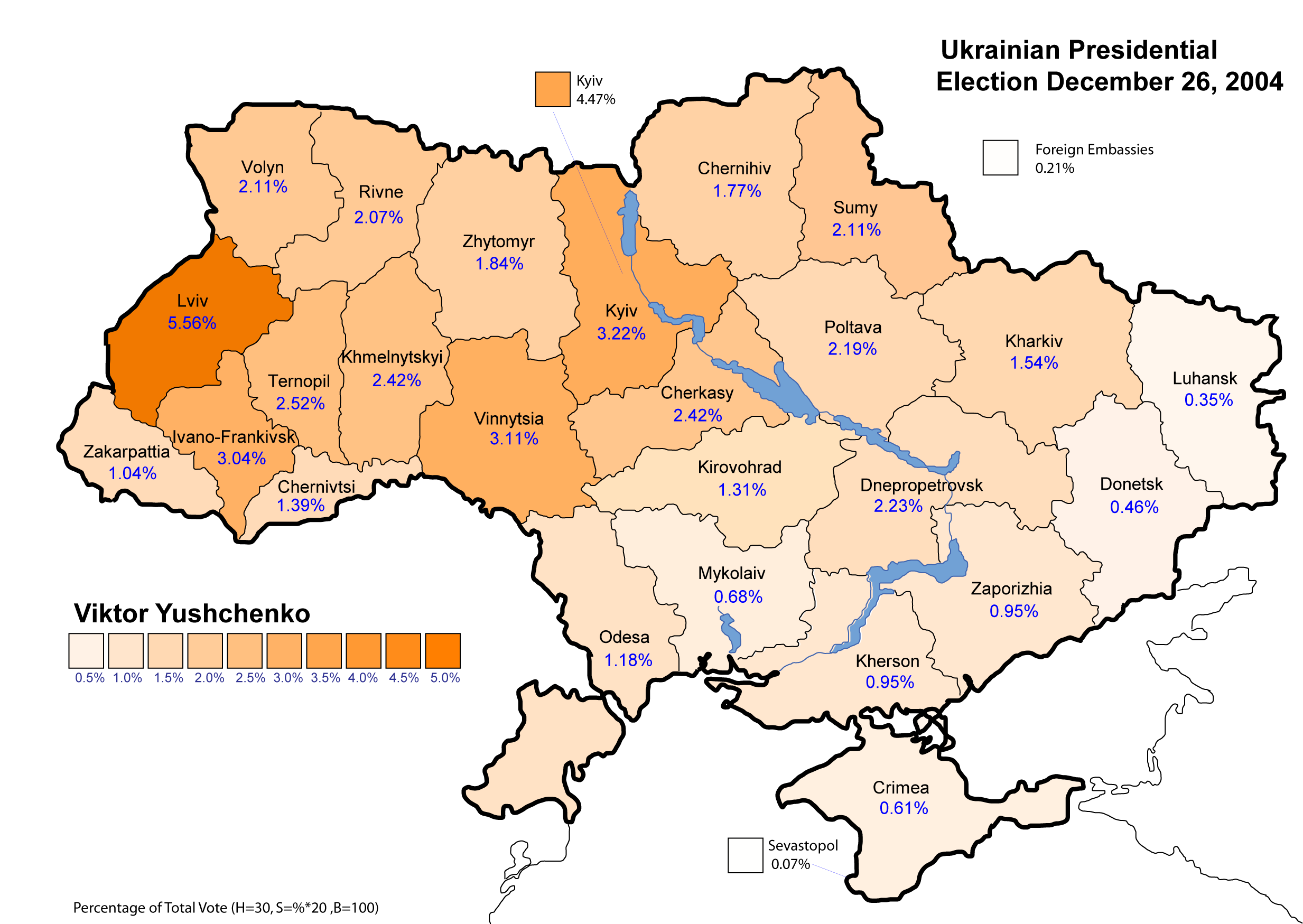
فيكتور يوشينكو (الجولة الأخيرة) - النسبة المئوية لإجمالي الأصوات الوطنية
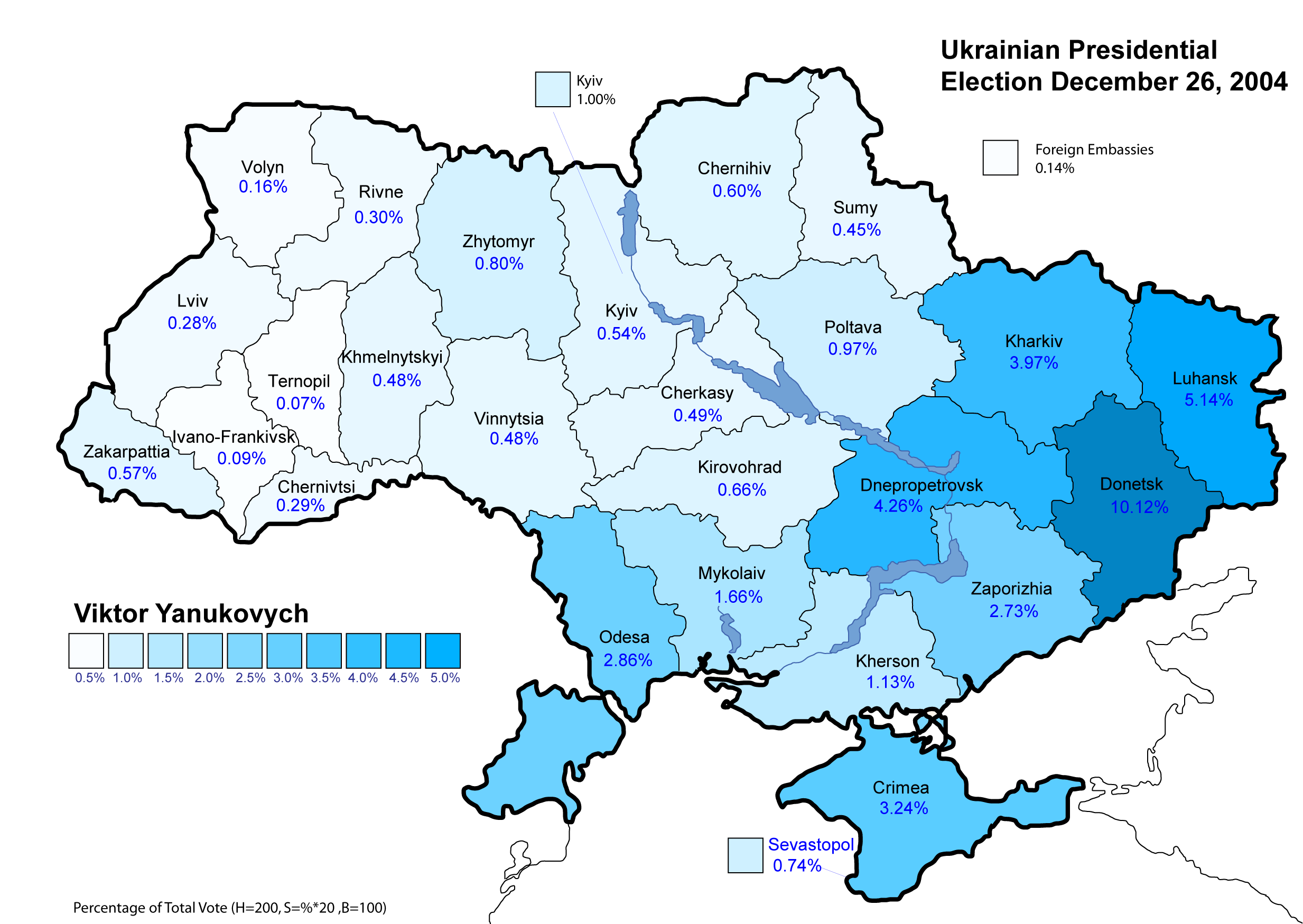
فيكتور يانوكوفيتش (الجولة النهائية) - النسبة المئوية من إجمالي الأصوات الوطنية

## دور أجهزة المخابرات والأمن الأوكرانية
وفقًا لإحدى روايات الأحداث التي سردتها صحيفة نيويورك تايمز ،  لعبت وكالات الأمن الأوكرانية دورًا غير عادي في الثورة البرتقالية، حيث قامت وكالة خلفت KGB في الدولة السوفيتية السابقة بتقديم دعم مؤهل للمعارضة السياسية. ووفقا لتقرير الصحيفة، في 28 نوفمبر 2004 أكثر من 10,000 MVS القوات (وزارة الداخلية) تم حشدهم لاخماد الاحتجاجات في ساحة الاستقلال في كييف بأمر من قائدهم الجنرال سيرجي بوبكوف.  ال SBU (خدمة الأمن في أوكرانيا، وهو خليفة لـ KGB في أوكرانيا) حذر قادة المعارضة من حملة القمع. أجرى أولكسندر جالاكا، رئيس المخابرات العسكرية، نداءات «لمنع إراقة الدماء». وزعم كل من الكولونيل جنرال إيهور سميشكو (رئيس إدارة امن الدولة) والجنرال فيتالي رومانشينكو (رئيس مكافحة الاستخبارات العسكرية) أنهما حذرا بوبكوف بسحب قواته، وهو ما فعله لمنع إراقة الدماء.
بالإضافة إلى الرغبة في تجنب إراقة الدماء، تشير مقالة صحيفة نيويورك تايمز إلى أن سيلوفيكي، كما يُطلق على ضباط الأمن غالبًا في دول الاتحاد السوفيتي السابق، كان الدافع وراءه هو النفور الشخصي من إمكانية الاضطرار إلى خدمة الرئيس يانوكوفيتش، الذي أدين في شبابه بالسرقة والاعتداء وزعم علاقته برجال أعمال فاسدين، خاصة إذا كان سيصعد إلى الرئاسة عن طريق الاحتيال. وربما لعبت المشاعر الشخصية للجنرال سميشكو تجاه يانوكوفيتش دورًا أيضًا. يظهر دليل إضافي على شعبية يوشينكو والدعم الجزئي على الأقل بين ضباط إدارة امن الدولة من خلال حقيقة أن العديد من الأدلة المحرجة لتزوير الانتخابات، بما في ذلك التجريمتم توفير تسجيلات التنصت على المكالمات الهاتفية للمحادثات بين حملة يانوكوفيتش والمسؤولين الحكوميين الذين يناقشون كيفية التزوير في الانتخابات، إلى معسكر يوشينكو.  هذه المحادثات تم تسجيلها على الأرجح وتقديمها للمعارضة من قبل المتعاطفين في أجهزة الأمن الأوكرانية.
وفقا لأبل بوليس، كانت كوتشما قلقة بشأن سمعتها فيالغرب. بسبب نقص الموارد الطبيعية لتمويل نظامه، كان عليه أن يظهر التزامًا بالديمقراطية حتى يتم استهدافه للمساعدة المالية الغربية.

## استعمال الإنترنت
طوال المظاهرات، كان استخدام الإنترنت الناشئ في أوكرانيا (الذي سهلته المواقع الإخبارية التي بدأت في نشرأشرطة كوتشما) جزءًا لا يتجزأ من العملية الثورية البرتقالية. لقد تم اقتراح أن الثورة البرتقالية كانت المثال الأول للاحتجاج الجماهيري المنظم عبر الإنترنت.  يعتقد المحللون أن الإنترنت والهواتف المحمولة سمحت لإعلام بديل بالازدهار الذي لم يكن خاضعًا للرقابة الذاتية أو السيطرة العلنية من قبل الرئيس كوتشما وحلفائه والناشطين المؤيدين للديمقراطية (مثل بورا!) كانوا قادرين على استخدام الهاتف المحمول الهواتف والإنترنت لتنسيق مراقبة الانتخابات والاحتجاجات الجماهيرية.

## 2004 التغييرات الدستورية الأوكرانية
كجزء من الثورة البرتقالية، تم تغيير الدستور الأوكراني لنقل السلطات من الرئاسة إلى البرلمان. كان هذا أولكسندر موروز ثمن دوره الحاسم في فوز يوشتشينكو بالرئاسة. كما دعم الشيوعيون هذه الإجراءات. دخلت هذه حيز التنفيذ في عام 2006 عندما فاز حزب يانوكوفيتش في الانتخابات البرلمانية، مما أدى إلى تشكيل حكومة ائتلافية مع الاشتراكيين والشيوعيين تحت قيادته. نتيجة لذلك، كان على الرئيس فيكتور يوشينكو التعامل مع رئيس الوزراء القوي فيكتور يانوكوفيتش الذي كان يسيطر على العديد من الحقائب الوزارية المهمة. وانتهت رئاسته للوزراء في أواخر عام 2007 بعد أن نجح يوشينكو في محاولته التي استمرت لأشهر لحل البرلمان. بعد الانتخابات، كان حزب يانوكوفيتش هو الأكبر مرة أخرى، لكن حزب تيموشينكو احتل المركز الثاني بفارق كبير عن يوشينكو. فازت الأحزاب البرتقالية بأغلبية ضيقة للغاية ، مما سمح بتشكيل حكومة جديدة بقيادة تيموشينكو ، لكن يوشينكو '
في 1 أكتوبر 2010، ألغت المحكمة الدستورية لأوكرانياتعديلات عام 2004، معتبرة إياها غير دستورية.

## الانتخابات الرئاسية 2010
منعت محكمة إدارية في كييف الإجراءات الجماعية في ميدان نيزاليجنوستي في الفترة من 9 يناير 2010 إلى 5 فبراير 2010. وقد طلب مكتب العمدة هذا من أجل تجنب «المواقف غير المعيارية» خلال أعقاب الانتخابات الرئاسية لعام 2010. على ما يبدو (على وجه الخصوص) وحزب المناطق، كل الأوكرانية الاتحاد «الوطن» وسفوبودا قد تقدمت بطلب للحصول على تصريح للتظاهر هناك. حصل الرئيس الحالي فيكتور يوشينكو على 5,5٪ من الأصوات أثناء الانتخابات.  قال يوشينكو في نوع من الإرادة السياسية في مركز الاقتراع: «أوكرانيا دولة ديمقراطية أوروبية». «إنها أمة حرة وشعب حر».  حسب قوله، يعد هذا أحد الإنجازات العظيمة للثورة البرتقالية.
في الانتخابات الرئاسية لعام 2010، تم إعلان فوز فيكتور يانوكوفيتش، والذي وصفه بعض أنصار يانوكوفيتش بأنه «نهاية لهذا الكابوس البرتقالي».  فور انتخابه، وعد يانوكوفيتش بـ «إزالة حطام سوء التفاهم والمشاكل القديمة التي ظهرت خلال سنوات السلطة البرتقالية».  وفقًا لعضو حزب الأقاليم المؤثر رينات أحمدوف، فازت المثل العليا للثورة البرتقالية في انتخابات عام 2010 "لقد أجرينا انتخابات مستقلة نزيهة وديمقراطية. اعترف بها العالم بأسره، وأكد المراقبون الدوليون نتائجها. لهذا السبب من الثورة البرتقالية فازت ".كانت انتخابات 2010 «فرصة ضائعة لتصبح عضوًا جديرًا بالعائلة الأوروبية ووضع حد لحكم الأوليغارشية».

## ميراث
أصدر الرئيس فيكتور يوشينكو مرسوماً في عام 2005 بأن يكون يوم 22 نوفمبر (يوم انطلاق الثورة البرتقالية) يوم عطلة غير رسمية «يوم الحرية».  تم نقل هذا التاريخ إلى 22 يناير (وتم دمجه مع يوم التوحيد) من قبل الرئيس فيكتور يانوكوفيتش في أواخر ديسمبر 2011. صرح الرئيس يانوكوفيتش بأنه نقل «يوم الحرية» بسبب «نداءات عديدة من الجمهور».
تضاءل التزوير المباشر في التصويت بعد الانتخابات الرئاسية عام 2004.  لم تتم إدانة أي مسؤول مشارك في انتخابات 2004 التي سبقت الثورة البرتقالية بتهمة تزوير الانتخابات.
كشفت الأبحاث 2007 كان هذا الرأي حول طبيعة الثورة البرتقالية تحولت بالكاد منذ عام 2004 وأن المواقف حول هذا الموضوع في البلاد ظلت مقسمة على نفس المنوال الجغرافية إلى حد كبير أنه كان في زمن الثورة (الغربية والوسطى أوكرانيا كونها أكثر إيجابية حول الأحداث وجنوب وشرق أوكرانيا أكثر ساخرة (كبار السن أيضا)). أظهر هذا البحث (أيضًا) أن الأوكرانيين بشكل عام كان لديهم نظرة أقل إيجابية عن الثورة البرتقالية في عام 2007 مما كانت عليه في عام 2005.  وقد تم اقتراح أنه منذ الثورة البرتقالية كان لها تأثير كافٍ لإثارة اهتمام الناس من الجميع الأعمار زادت من الوحدة الشاملة لأوكرانيا.
وخلال الحملة الانتخابية ل انتخابات 2012 البرلمانية الأوكرانية في حزب الأقاليم حملة "يركز بشكل كبير على (ما يسمى) المدرب وأنقاض 5 سنوات من قيادة البرتقالي.

### خارج أوكرانيا

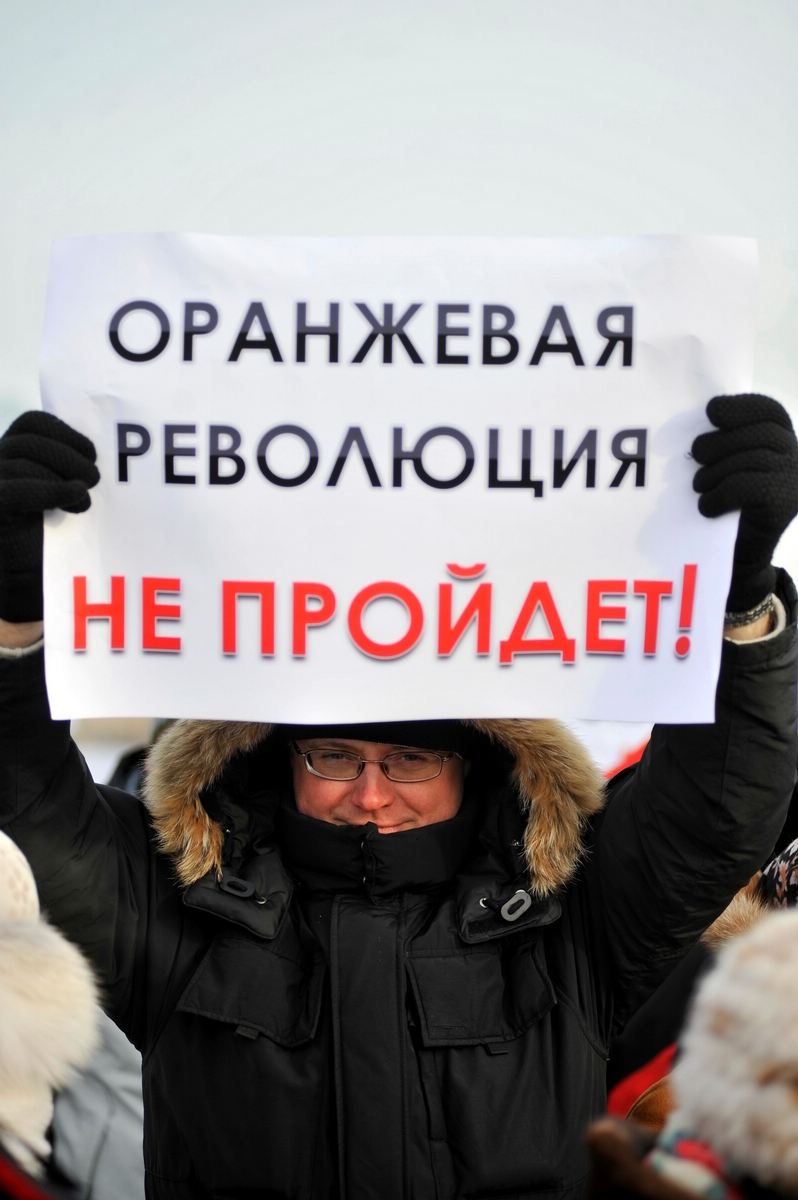
4 فبراير 2012 احتجاجات "مناهضة البرتقالة" في روسيا ؛ لافتة كتب عليها (بالروسية) "الثورة البرتقالية لن تمر!"

في مارس 2005 صرح وزير الخارجية الأوكراني بوريس تاراسيوك أن أوكرانيا لن تقوم بتصدير الثورة.
خلال حفل تنصيب ألكسندر لوكاشينكو (مراسم) كرئيس لبيلاروسيا في 22 يناير 2011، تعهد لوكاشينكو بأن بيلاروسيا لن يكون لها نسختها الخاصة من الثورة البرتقالية وثورة جورجيا الوردية عام 2003 .  في أعقاب الانتخابات الرئاسية 2011 أوسيتيا الجنوبية (في ديسمبر 2011) وخلال الاحتجاجات التي أعقبت الانتخابات الروسية 2011 (كما في ديسمبر كانون الأول 2011) سفيرأوسيتيا الجنوبية إلى الاتحاد الروسي دميتري ميدوييف ورئيس الوزراء الروسي فلاديمير بوتين ووصف أنصار بوتين الثورة البرتقالية بأنها معرفة مسبقة سيئة السمعة لبلدانهم. ادعى بوتين أيضًا أن منظمي الاحتجاجات الروسية في ديسمبر 2011 كانوا مستشارين (روسيين) سابقين ليوشينكو أثناء رئاسته وكانوا ينقلون الثورة البرتقالية إلى روسيا.  أطلق على مسيرة 4 فبراير 2012 لصالح بوتين "الاحتجاج المناهض للبرتقالي".  في عام 2013، كان مجلس دوما الدولة الروسي أوليج نيلوف وزميله السياسي الروسي السابق سيرجي جلازييفيشار إلى الخصوم السياسيين على أنهم "شخصيات مختلفة في السراويل القصيرة البرتقالية أو الزاهية" و "الدبلوماسيين والبيروقراطيين الذين ظهروا بعد سنوات الهستيريا" البرتقالية "".  في عام 2016 زعمت صحيفة إزفستيا الروسية أن " الأنظمة الضعيفة في آسيا الوسطى تتعرض بالفعل للهجوم من قبل المتطرفين و" الثورات البرتقالية ".
في الأوساط القومية الروسية، ارتبطت الثورة البرتقالية بالفاشية لأن الجماعات القومية الأوكرانية اليمينية المتطرفة والأمريكيين الأوكرانيين (بما في ذلك زوجة فيكتور يوشتشينكو، كاترينا يوشينكو، المولودة في الولايات المتحدة)، على الرغم من كونها هامشية، شاركوا في المظاهرات تعتبر الجماعات القومية الروسية كلاهما فرعين لنفس شجرة الفاشية.  أدى تورط الأوكرانيين الأمريكيين إلى الاعتقاد بأن الثورة البرتقالية كانت بقيادة وكالة المخابرات المركزية.

## يوميات الثورة
- في اليوم الخامس 25 نوفمبر 2013 بدأ الطلاب يحتشدون، كان مطلبهم الأساسي هو توقيع الاتفاقية مع الاتحاد الأوروبي.
- اليوم التاسع 29 نوفمبر 2013 أخفق قادة الاتحاد الأوروبي وأوكرانيا في التوقيع على صفقة تجارة حرة تاريخية بعد تراجع من كييف في اللحظة الاخيرة، وبدأت الشرطة في تطويق الميدان وبدا ان قوات البركوت كانت تستعد لشئ ما، ما لبثوا ان بدأو بضرب المتظاهرين بعنف بعصي من الحديد بدل عصي البلاستيك وأصيب الكثير منهم بجروح وكسور.
- اليوم العاشر 30 نوفمبر 2013 هرب الناس من ميدان الاستقلال (كييف) إلى دير سانت مايكل ذو القبة الذهبية وفي الساعة 7:30 صباحا جاء رجال الشرطة لتفريقهم وبدأ المتظاهرون بوضع العوائق امام البوابة لمنع الشرطة من الدخول اليهم، وفي الساعة 11 صباحا امتلئ الدير ب المتظاهرين وتم إنشاء مركز طبي وقانوني وقسم لتوزيع الطعام والالبسة للمتظاهرين
- اليوم الحادي عشر 1 كانون الأول 2013 بدء المسيرة المليونية في كييف، بعد ساعات توجه المتظاهرون نحو المقر الرئاسي وتم وضع حواجز لمنع وصولهم من قبل قوات مكافحة الشغب في شارع بنكوتا وتم القاء القنابل التخديرية والمسيلة للدموع لتفريق المتظاهرين
- اليوم الإثني عشر 2 كانون الأول 2013 البدء ببناء الحاجز الكبير الذي سوف يفصل بين قوت الشرطة والمتظاهرين واحتل المتظاهرون مبنيى الإدارة الحكومية في مدينة كييف
- اليوم العشرين 10 كانون الأول 2013 يجتمع ممثلون من الاتحاد الأوروبي والولايات المتحدة مع فيكتور يانوكوفيتش لايجاد حل ديبلوماسي للازمة الحاضرة وأثناء المفاوضات وبينما كان العالم بأكمله يراقب كيف ستتخطى اوكرانيا هذه الازمة ظهر رجال البركوت (قوات مكافحة الشغب الأوكرانية) في الميدان وبدأو بالمحاولة لتفريق المتظاهرين وقرعت أجراس دير مخايليفسكي لأول مرة منذ عام 1240 م عندما غزا تتار والمغول الأتراك مدينة كييف، وقامت كاترين أشتون  بإدانة استخدام القوة مع المتظاهرين [41]
- اليوم الواحد والعشرين 11 كانون الأول 2013 تم إنشاء وحدات الدفاع عن الميدان
- اليوم السابع والخمسون 16 كانون الثاني 2014 البرلمان الأوكراني يشرع بمنع ما يلي :

خوذات الدراجات النارية، والقبعات الصلبة، لا يمكن القيادة في مجموعة من خمس سيارات دفعة واحدة، يمكن للحكومة ان تقرر منع الدخول للانترنت، منع الزي الموحد،
- اليوم الستين 19 كانون الثاني 2014 وأثناء تظاهرة للوصول للبرلمان بدأت الاضطرابات في الجناح الأيمن للتظاهرة وبالرغم من تدخل فيتالي كليتشكو لتهدئة الحشد لكن المتظاهرين لم يستمعوا لهم وبدأت الشرطة بأطلاق الرصاص المطاطي والبراغي وقنابل التخدير
- اليوم الثالث والستون 22 كانون الثاني 2014 هجمت قوات الشرطة وقوات البركوت وتيتوشكي على المتظاهرين وفي هذا اليوم تم تصوير قوات البركوت تجرد متظاهر من ملابسه لاذلاله، واطلقت النار أيضا على عناصر اللجنة الدولية للصليب الأحمر ودمروا محطة طبية أقيمت ب الساحة، لقد استخدمت الذخيرة الحية لأول مرة في هذا اليوم. ومن بين الضحايا كان سرهي نيغويان
- اليوم الرابع والستين 23 كانون الثاني 2014 قوات البركوت تعتدي على سيارات المواطنين وتكسر وتخطف بعضهم وليلا تصدر بيان تعهد بعدم التعرض للمواطنين

## معرض صور

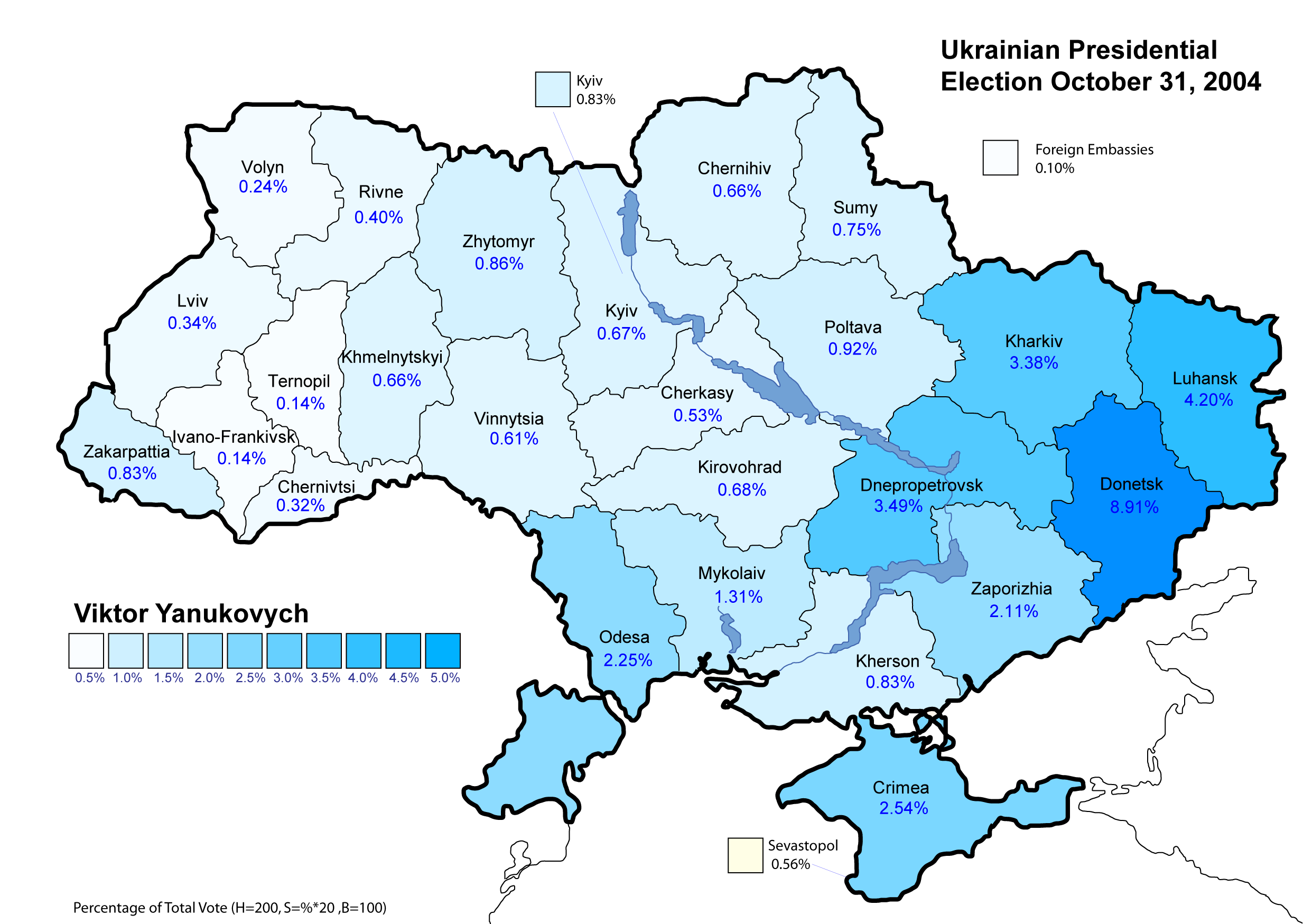
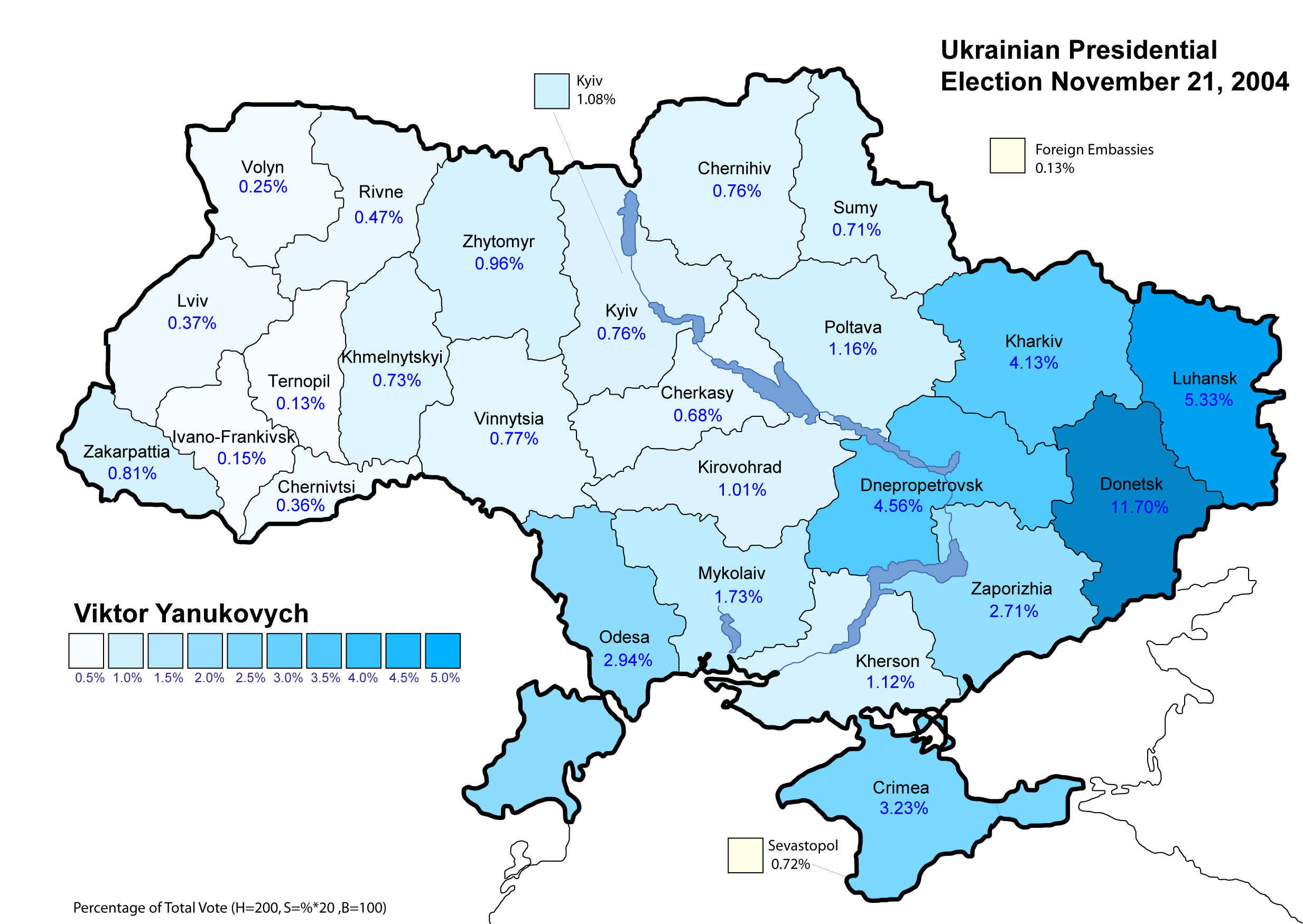
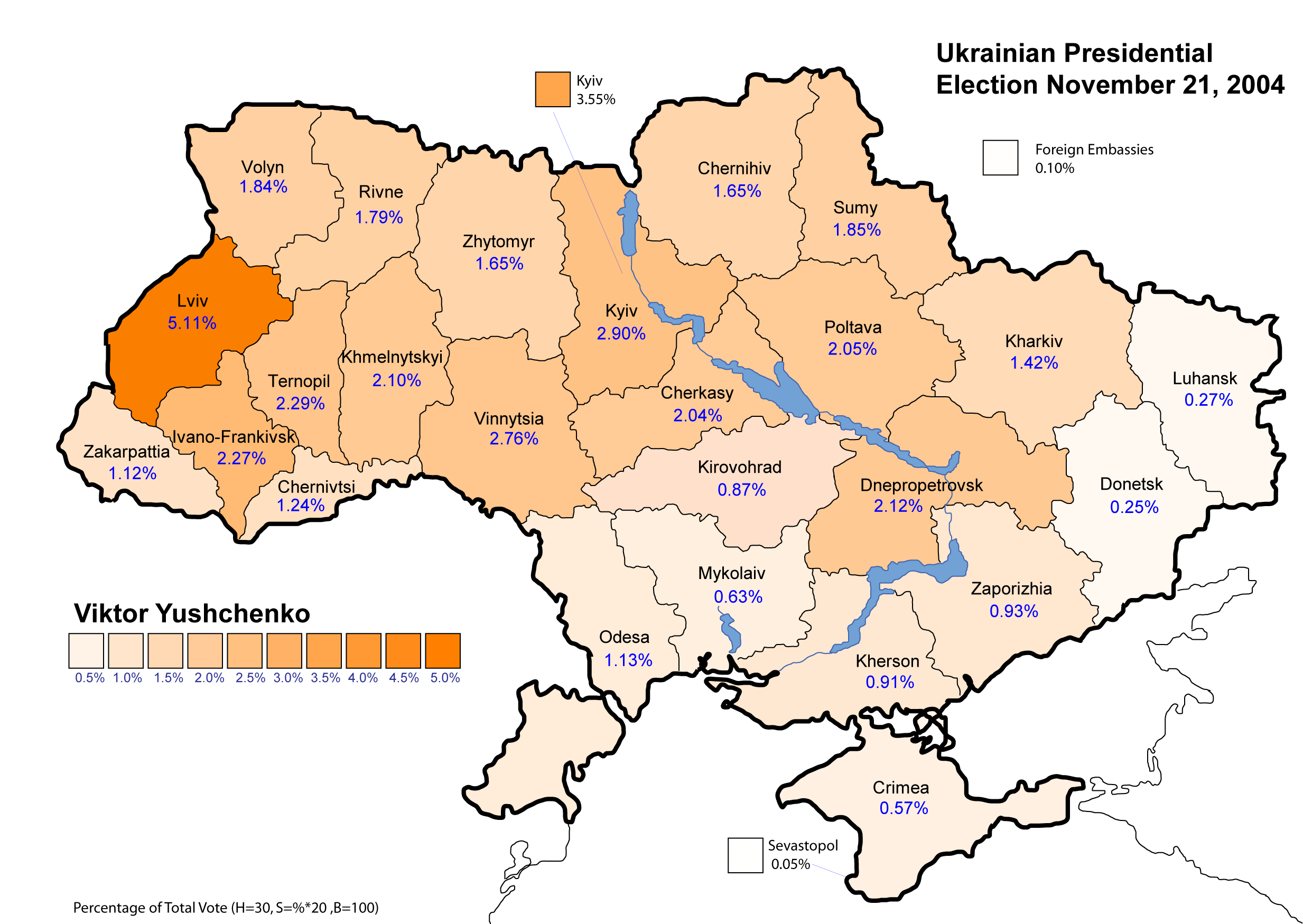
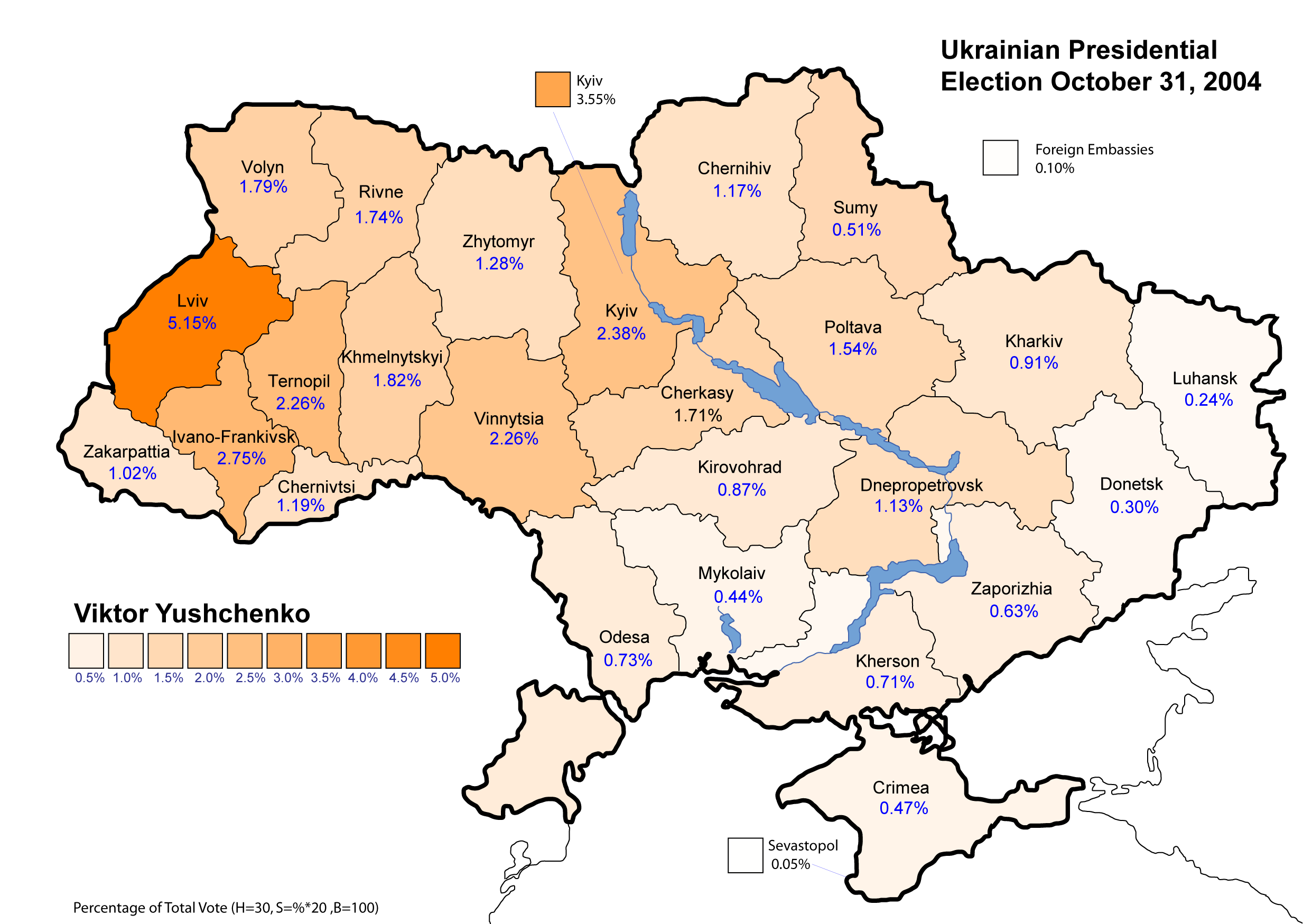